# Avenida Jan Smuts
La Avenida Jan Smuts (en  afrikáans: Jan Smuts Laan; en inglés: Jan Smuts Avenue) es una calle importante en Johannesburgo, Sudáfrica. Se inicia en Randburg, y pasa a través de las áreas de negocio importantes como Rosebank. Pasa además por el Zoológico de Johannesburgo, el lago del zoológico  y la Universidad de Wits, antes de convertirse en la calle Bertha, y el puente de Nelson Mandela de Johannesburgo, cerca de la CDB. Se ha descrito como "la ruta más importante para un turista" en Johannesburgo.